# Demandasaurus
Demandasaurus ("ještěr z oblasti Demanda") byl rodem sauropodního dinosaura z čeledi Rebbachisauridae, který žil v období spodní křídy na území dnešního Španělska (souvrství Castrillo la Reina, provincie Burgos). Demandasaurus byl menším druhem sauropoda, dosahujícím délky kolem 9 až 15 metrů a hmotnosti zhruba 2000 kilogramů.
Fosilie tohoto dinosaura představují pouze neúplnou a fragmentární kostru. Dinosaura popsali na počátku roku 2011 paleontologové Fidel Torcida Fernández-Baldor, José Ignacio Canudo, Pedro Huerta, Diego Montero, Xabier Pereda Suberbiola a Leonardo Salgado. Typovým a jediným popsaným druhem je D. darwini.